# Aeroportul Lic. Miguel de la Madrid
Aeroportul Lic. Miguel de la Madrid (IATA: CLQ, ICAO: MMIA) este un aeroport din Colima, Mexic ce deservește zona Colima⁠(d). Aeroportul a fost tranzitat în 2023 de 201.243 de pasageri.
Situat la o altitudine de 752 m, aeroportul dispune de o singură pistă. Este operat de Aeropuertos y Servicios Auxiliares⁠(d).